# Perry (Florida)
Perry és una població dels Estats Units, seu del comtat de Taylor, a l'estat de Florida. Segons el cens del 2000 tenia 6.847 habitants.

## Demografia
Segons el cens del 2000, Perry tenia 6.847 habitants, 2.661 habitatges, i 1.828 famílies. La densitat de població era de 284,6 habitants/km².
Dels 2.661 habitatges en un 33,3% hi vivien nens de menys de 18 anys, en un 40,4% hi vivien parelles casades, en un 23,8% dones solteres, i en un 31,3% no eren unitats familiars. En el 27% dels habitatges hi vivien persones soles el 12,4% de les quals corresponia a persones de 65 anys o més que vivien soles. El nombre mitjà de persones vivint en cada habitatge era de 2,52 i el nombre mitjà de persones que vivien en cada família era de 3,02.
Per edats la població es repartia de la següent manera: un 28,4% tenia menys de 18 anys, un 8,8% entre 18 i 24, un 26,3% entre 25 i 44, un 21,5% de 45 a 60 i un 15% 65 anys o més.
L'edat mediana era de 36 anys. Per cada 100 dones de 18 o més anys hi havia 84,3 homes.
La renda mediana per habitatge era de 25.986 $ i la renda mediana per família de 29.602 $. Els homes tenien una renda mediana de 26.595 $ mentre que les dones 19.041 $. La renda per capita de la població era de 13.845 $. Entorn del 23% de les famílies i el 28% de la població estaven per davall del llindar de pobresa.

## Poblacions més properes
El següent diagrama mostra les poblacions més properes.